# Neaufles-Saint-Martin
Neaufles-Saint-Martin é uma comuna francesa na região administrativa da Normandia, no departamento de Eure. Estende-se por uma área de 9,04 km². Em 2010 a comuna tinha 1 313 habitantes (densidade: 145,2 hab./km²).